# Szergej Viktorovics Rizsikov
Szergej Viktorovics Rizsikov (oroszul: Серге́й Викторович Рыжиков; Sebekino, 1980. szeptember 19. –) orosz válogatott labdarúgó, jelenleg a Rubin Kazany játékosa.

## Sikerei, díjai
Rubin Kazany
- Orosz bajnok (2): 2008, 2009
- Orosz szuperkupagyőztes (1): 2010

## Fordítás
- Ez a szócikk részben vagy egészben  a   Sergey Viktorovich Ryzhikov című angol Wikipédia-szócikk fordításán alapul.  Az eredeti cikk szerkesztőit annak laptörténete sorolja fel. Ez a jelzés csupán a megfogalmazás eredetét és a szerzői jogokat jelzi, nem szolgál a cikkben szereplő információk forrásmegjelöléseként.